# Zdzisław Pietrzykowski
Zdzisław Pietrzykowski (ur. 16 czerwca 1962 w Bydgoszczy) – polski piłkarz grający na pozycji obrońcy, trener.

## Kariera piłkarska
Zdzisław Pietrzykowski karierę piłkarską rozpoczął w juniorskim zespole Polonia Bydgoszcz, z którym w 1980 roku sięgnął po mistrzostwo Polski juniorów. Potem z klubem podpisał profesjonalny kontrakt i występował w drużynie seniorów do 1985 roku, kiedy przeszedł do lokalnego rywala klubu - Zawiszy Bydgoszcz.
W lipcu 1985 roku po półrocznym pobycie w Zawiszy Bydgoszcz został zawodnikiem Zagłębia Lubin, w barwach którego zaliczył debiut w ekstraklasie w 1985/1986. W sezonie 1990/1991 sięgnął z tym klubem po mistrzostwo Polski. Po sezonie 1991/1992 w wieku zaledwie 30 lat zakończył piłkarską karierę. Łącznie w ekstraklasie rozegrał 147 meczów i strzelił 2 gole.

## Kariera trenerska
Zdzisław Pietrzykowski po zakończeniu kariery piłkarskiej rozpoczął karierę trenerską. Trenował kluby: IV-ligowa SP Zawisza Bydgoszcz, Noteć Łabiszyn (2011) i Start Warlubie.

## Sukcesy piłkarskie

### Polonia Bydgoszcz
- Mistrzostwo Polski juniorów: 1980

### Zagłębie Lubin
- Mistrzostwo Polski: 1991